# Пантелей Киселов
Пантелей Киселов (болг. Пантелей Киселов); нар. 23 жовтня 1863, Свиштов — нар. 14 жовтня 1927, Софія — болгарський військовий діяч, генерал. Герой оборони Відінської фортеці (1885), учасник битв біля Ґечкінлі та Селіолу у Першій Балканській війні.
Начальник 4-тої піхотної дивізії (1914—1918). Керівник Тутраканської битви на Румунському фронті.

## Біографія
Народився 23 жовтня 1863 в Свиштові, в 1885 здобув військову освіту, брав участь у Сербсько-болгарській війні 1885, під час Першої Балканської війни командував піхотними полком, особливо відзначився під час Лозенградської операції.
Під час Другої Балканської війни Кіселов був важко поранений.
Під час Першої світової війни генерал Киселов на чолі 4-ї піхотної дивізії воював на румунському фронті. Командував болгарськими військами, які захопили румунську фортецю Тутракан, що вважалася неприступною.

## Нагороди
- Орден «За хоробрість» III ступеня
- Орден «Святий Олександр» III і V ступеня
- Орден «За військові заслуги» IV ступеня
- Орден «За заслуги»
- Орден Залізний хрест II ступеня (Німеччина)